# 倫敦の人狼
『倫敦の人狼』（Werewolf of London）は、ユニバーサル映画が製作し、1935年5月13日に公開したアメリカ映画。白黒、75分。

## 概要
本作はヘンリー・ハルが主演の 「狼男映画」であり、当時のハリウッドのメインストリームのうち、現存する作品の中で最も古い狼男映画とされている（フィルムが現存していないものを含めると、1913年の『The Werewolf』が最も古い）。
「狼男」の特殊メイクは、『フランケンシュタイン』（1931年）などで知られるジャック・ピアスが担当。当初ピアスが施そうとしたメーキャップは、「表情をわかりにくくすべき」という少数派の意見を取り入れたため没になった。（ただし、その案は後に『狼男』へ流用された）。「狼男」役のヘンリー・ハルが最初のメーキャップに不満があったために変更されたとも言われ、その理由にも諸説ある。一説によると、ハルが最初のメーキャップは時間がかかりすぎることに不満があったのだという。別の説によると、ハルは最初のメーキャップはあまりに動物的すぎるとしてカール・レムリ・Jrに直訴し、メーキャップを変えさせたのだという。
本作における狼男のメーキャップは、ピアスがのちに『狼男』で施したものと似ているが、映画史の専門家は『倫敦の人狼』のほうがおぞましいと考えている。
狼男の吠え声は本物のオオカミの鳴き声と、主演のヘンリー・ハルの叫び声を混ぜるという、あまり使われていない方法だった。冒頭文における村人の会話はチベット語とされているが、実際は広東語だった。

## あらすじ
英国の著名な植物学者・グレンドン博士は、"狼憑き"という奇病の治療薬である"狼草"を求めて、チベット高原までやってきた。雇った労働者や助手までもがおびえて消極的になる中、グレンドン博士はついに"狼草"を見つけ出すも、一匹の狼に噛まれてしまう。
帰国後、グレンドン博士が主催する植物展覧会に、ヨガミ博士という謎めいたアジア人学者が来訪した。ロンドンに"狼憑き"の患者がいると言って"狼草"を手に入れようとしたこの男は、グレンドン博士を襲った狼そのものだった。
グレンドン博士は"狼憑き"の症状が出て正気を保てなくなり、自宅を去って貧民窟を転々としながら研究室の"狼草"が咲くときを待っていた。
"狼草"が咲きだしたとき、グレンドン博士は研究所に侵入してきたヨガミ博士と鉢合わせ、殺し合いになった。ヨガミ博士を殺した直後、グレンドン博士は"狼憑き"について調べていたフォーサイス大佐によって射殺され、"狼憑き"から解放された。

## キャスト
※括弧内は日本語吹替（テレビ版／DVD版）
- グレンドン博士：ヘンリー・ハル（中村正／石塚運昇）
- ヨガミ博士：ワーナー・オーランド（英語版）
- Lisa Glendon：ヴァレリー・ホブソン（英語版）（水城蘭子／）
- Paul Ames：レスター・マシューズ
- フォーサイス大佐：ローレンス・グラント
- Miss Ettie Coombes：スプリング・バイイントン
- レンウィック：クラーク・ウィリアムズ
- ホーキンス：J.M.ケリガン
- フォーサイス夫人：シャーロット・グランヴィル
- Mrs. Whack：エセル・グリフィス
- Mrs. Moncaster：ゼフィ・ティルバリー
- デイジー：ジーン・バートレット

## その他
- ウォーレン・ジヴォンの1978年のヒット曲「ロンドンのオオカミ男」は、本作をテレビで見たエヴァリー・ブラザーズのフィル・エヴァリーが発した冗談から生まれた[4]。

- 1981年の映画『狼男アメリカン』は本作をいくつか下敷きにしている。

- 水木しげるは『東西妖怪図絵』（読売新聞社）で、本作の狼男を「狼男」のイラストのモデルに使っている。